# Rue du Grenier-sur-l'Eau
Ne doit pas être confondu avec Rue du Grenier-Saint-Lazare.
La rue du Grenier-sur-l’Eau est une rue de Paris située dans le 4e arrondissement, quartier Saint-Gervais et le quartier historique du Marais.

## Situation et accès

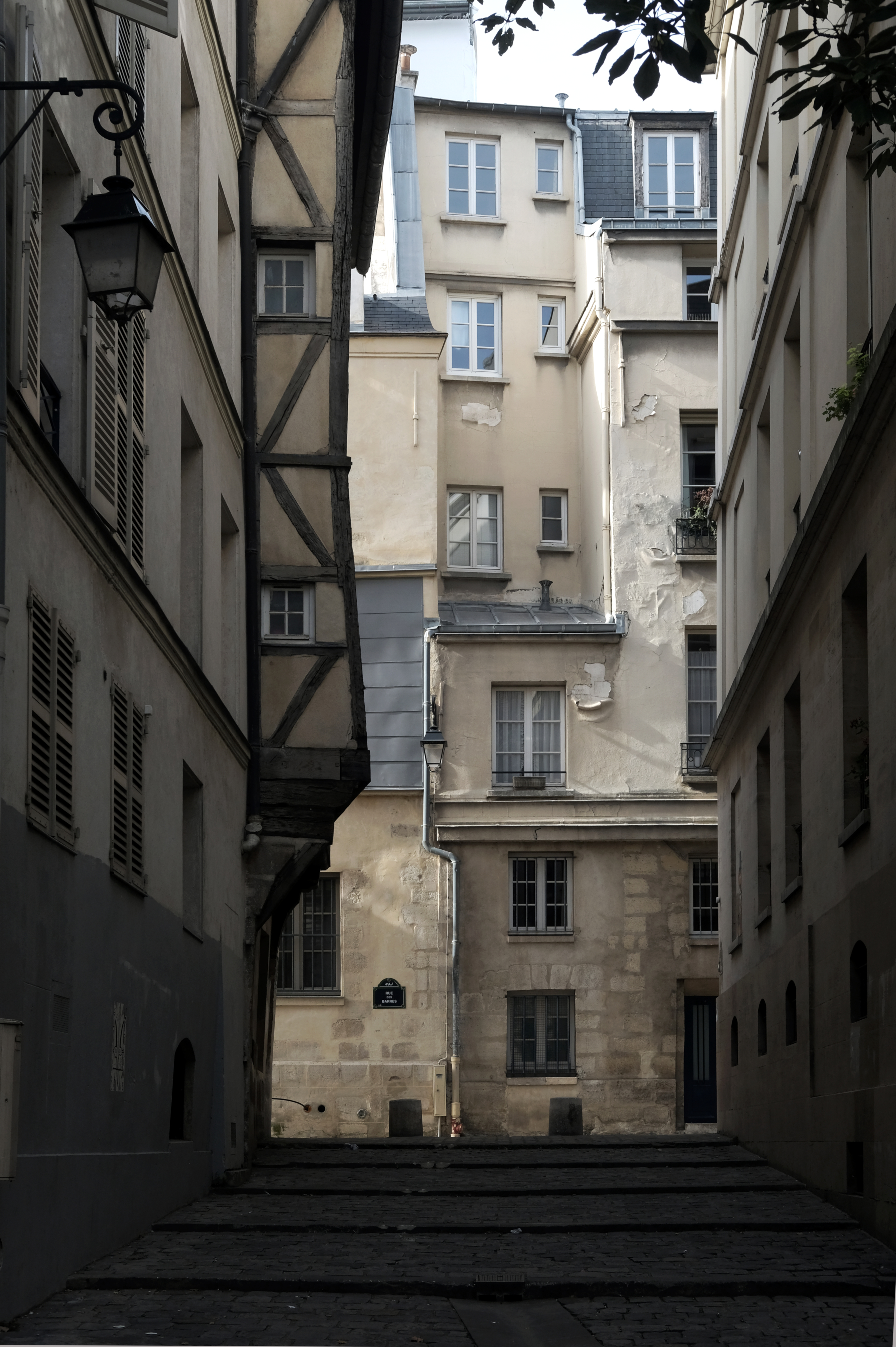
Rue du Grenier-sur-l'Eau en direction de la rue des Barres.

La rue du Grenier-sur-l'Eau, qui suit approximativement la ligne de crête du monceau Saint-Gervais, d'une longueur de 30 mètres, est située dans le 4e arrondissement, quartier Saint-Gervais, et commence au 11, rue du Pont-Louis-Philippe et finit au 17, rue des Barres. Elle présente la particularité d'avoir des marches.

## Origine du nom
Elle doit son nom à un bourgeois de Paris, propriétaire, appelé Garnier ou Guernier habitant le quartier, près de l'eau, qui a donné son nom à la rue par déformation, Garnier étant devenu Grenier.

## Historique
En 1241, un propriétaire, appelé Garnier ou Guernier, donna aux Templiers quelques maisons près de l'église Saint-Gervais, à l'endroit même où cette rue est située.
Henri Sauval dit qu'en 1257, elle était appelée « rue André-sur-l'Eau ».
Elle est citée dans Le Dit des rues de Paris, de Guillot de Paris, sous le nom de « rue Garnier-desus-l'Yaue ».
Elle est ensuite nommée « rue Garnier-sur-l'Iauë », « rue Guernier sur l'Eau », puis « rue du Grenier-sur-l'Eau ».
Une décision ministérielle du 13 thermidor an VI (31 juillet 1798) signée François de Neufchâteau fixe la largeur de cette voie publique à 6 mètres. Cette largeur est portée à 10 mètres, en vertu d'une ordonnance royale du 4 mars 1836.
Au XIXe siècle, cette rue, d'une longueur de 100 mètres, qui était située dans l'ancien 9e arrondissement, quartier de l'Hôtel-de-Ville, commençait aux 21-23, rue Geoffroy-l'Asnier et finissait  aux 14-16, rue des Barres.
Les numéros de la rue étaient rouges. Le dernier numéro impair était le no 11 et le dernier numéro pair était le no 12.
L’historien Auguste Vitu en fait la description : 

« La rue Grenier-sur-l’Eau est si étroite qu’elle ne laisserait pas passer un chariot d’enfant, et n’est qu’une ruelle entre des murailles sans portes ni fenêtres, laissant à peine descendre le jour sur son pavé glissant. »

En 1943, l'ilôt qui jouxtait l'impasse Putigneux, le côté impair, a disparu. Cette partie longeait le couvent des Filles de la Croix situé rue des Barres.
Par arrêté municipal du 17 juillet 2000, la partie de la rue Grenier-sur-l’Eau située entre la rue Geoffroy-l'Asnier et la rue du Pont-Louis-Philippe a pris le nom d'« allée des Justes », seule la partie située entre les rues du Pont-Louis-Philippe et des Barres subsiste sous le nom de « rue du Grenier-sur-l'Eau ».

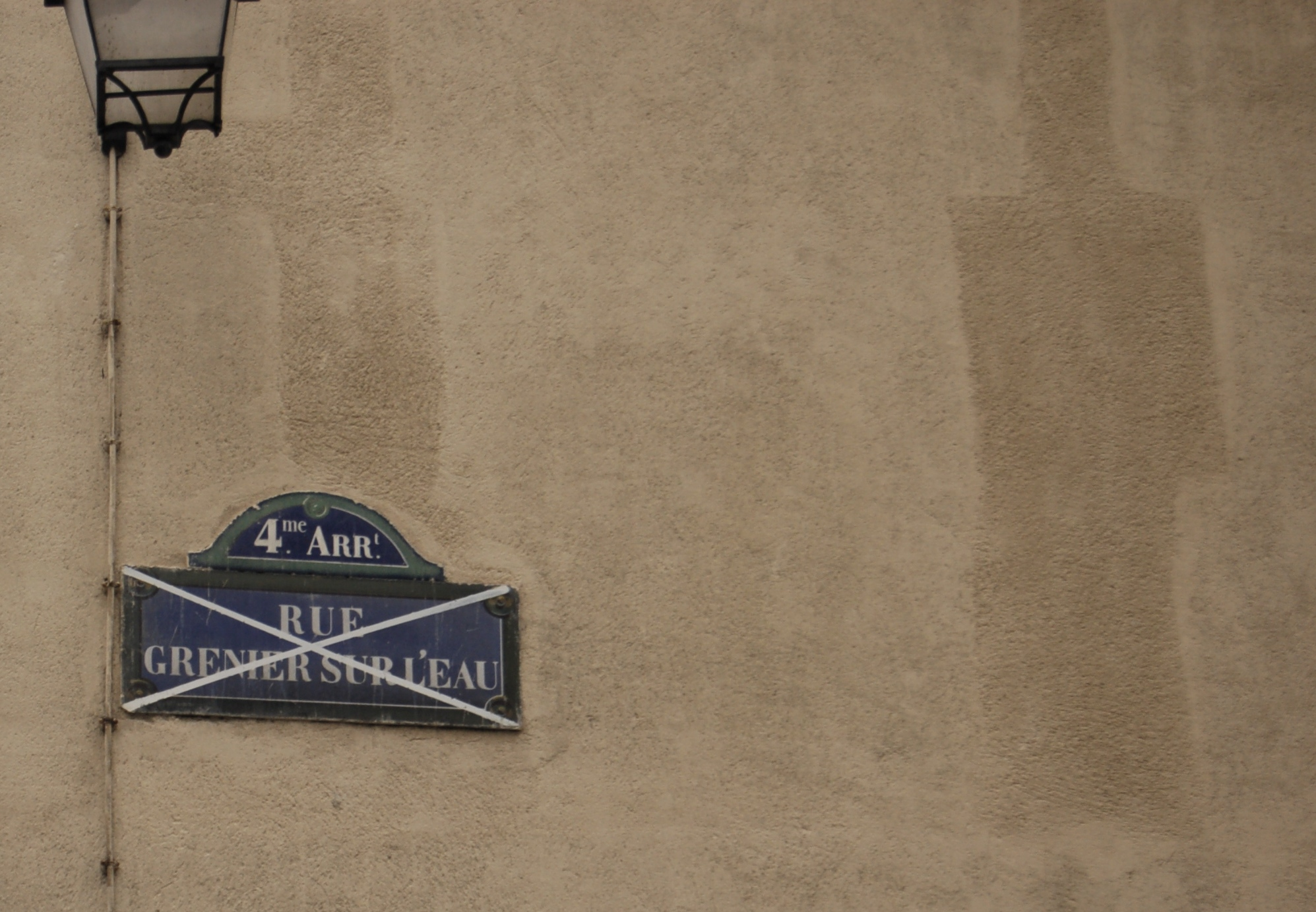
Plaque de rue dans la partie de la rue du Grenier-sur-l’Eau devenue l’allée des Justes.

## Bâtiments remarquables et lieux de mémoire

Art urbain (Simone Weil de C215).